# Anna Szántó
Anna Szántó (Mátészalka, 24 de novembro de 1966) é uma ex-handebolista profissional húngara, medalhista olímpica.
Anna Szántó fez parte do elenco medalha de bronze em Atlanta 1996, com 4 jogos e 7 gols.